# Sarah Connor/Diskografie
Diese Diskografie ist eine Übersicht über die musikalischen Werke der deutschen Popsängerin Sarah Connor und ihrer Pseudonyme wie Miss Cee & The Sunshine State und Sarah Gray. Den Quellenangaben und Schallplattenauszeichnungen zufolge verkaufte sie bisher mehr als 7,8 Millionen Tonträger, wovon sie alleine in ihrer Heimat bis heute über 6,9 Millionen Tonträger verkaufte und somit zu den Interpretinnen mit den meisten verkauften Tonträgern in Deutschland zählt. Ihre erfolgreichste Veröffentlichung ist das achte Studioalbum Muttersprache mit über 1,1 Millionen verkauften Einheiten, womit es zu einem der meistverkauften Musikalben in Deutschland seit 1975 zählt.

## Alben

### Studioalben
| Jahr | Titel Musiklabel                           | Höchstplatzierung, Gesamtwochen, AuszeichnungChartplatzierungen (Jahr, Titel, Musiklabel, Platzierungen, Wochen, Auszeichnungen, Anmerkungen) | Höchstplatzierung, Gesamtwochen, AuszeichnungChartplatzierungen (Jahr, Titel, Musiklabel, Platzierungen, Wochen, Auszeichnungen, Anmerkungen) | Höchstplatzierung, Gesamtwochen, AuszeichnungChartplatzierungen (Jahr, Titel, Musiklabel, Platzierungen, Wochen, Auszeichnungen, Anmerkungen) | Höchstplatzierung, Gesamtwochen, AuszeichnungChartplatzierungen (Jahr, Titel, Musiklabel, Platzierungen, Wochen, Auszeichnungen, Anmerkungen) | Höchstplatzierung, Gesamtwochen, AuszeichnungChartplatzierungen (Jahr, Titel, Musiklabel, Platzierungen, Wochen, Auszeichnungen, Anmerkungen) | Anmerkungen                                                  |
| Jahr | Titel Musiklabel                           | DE | AT | CH | UK | US | Anmerkungen                                                  |
| ---- | ------------------------------------------ | --- | --- | --- | --- | --- | ------------------------------------------------------------ |
| 2001 | Green Eyed Soul X-Cell Records (Sony)      | DE2 ×3Dreifachgold · (22 Wo.)DE | AT4 Gold · (18 Wo.)AT | CH3 Gold · (23 Wo.)CH | — | — | Erstveröffentlichung: 26. November 2001 Verkäufe: + 541.320  |
| 2002 | Unbelievable X-Cell Records (Sony)         | DE10 Gold · (28 Wo.)DE | AT21 (17 Wo.)AT | CH19 Platin · (17 Wo.)CH | — | — | Erstveröffentlichung: 30. September 2002 Verkäufe: + 190.000 |
| 2003 | Key to My Soul X-Cell Records (Sony)       | DE8 Platin · (28 Wo.)DE | AT11 (22 Wo.)AT | CH12 (29 Wo.)CH | — | — | Erstveröffentlichung: 10. November 2003 Verkäufe: + 200.000  |
| 2005 | Naughty but Nice X-Cell Records (Sony BMG) | DE1 Platin · (39 Wo.)DE | AT3 Gold · (25 Wo.)AT | CH3 Gold · (29 Wo.)CH | — | — | Erstveröffentlichung: 21. März 2005 Verkäufe: + 230.000      |
| 2007 | Soulicious X-Cell Records (UMG)            | DE6 (20 Wo.)DE | AT8 (8 Wo.)AT | CH10 (9 Wo.)CH | — | — | Erstveröffentlichung: 30. März 2007                          |
| 2008 | Sexy as Hell X-Cell Records (UMG)          | DE3 (18 Wo.)DE | AT5 (6 Wo.)AT | CH7 (7 Wo.)CH | — | — | Erstveröffentlichung: 22. August 2008                        |
| 2010 | Real Love X-Cell Records (UMG)             | DE8 (8 Wo.)DE | AT15 (4 Wo.)AT | CH22 (4 Wo.)CH | — | — | Erstveröffentlichung: 22. Oktober 2010                       |
| 2015 | Muttersprache Polydor (UMG)                | DE1 ×11Elffachgold · (149 Wo.)DE | AT3 ×3Dreifachplatin · (98 Wo.)AT | CH1 (67 Wo.)CH | — | — | Erstveröffentlichung: 22. Mai 2015 Verkäufe: + 1.145.000     |
| 2019 | Herz Kraft Werke Polydor (UMG)             | DE1 ×2Doppelplatin · (146 Wo.)DE | AT1 ×2Doppelplatin · (62 Wo.)AT | CH3 Platin · (43 Wo.)CH | — | — | Erstveröffentlichung: 31. Mai 2019 Verkäufe: + 450.000       |
| 2025 | Freigeistin Polydor (UMG)                  | DE1 (… Wo.)DE | AT1 (9 Wo.)AT | CH2 (3 Wo.)CH | — | — | Erstveröffentlichung: 22. Mai 2025                           |

### Livealben
| Jahr | Titel Musiklabel                            | Anmerkungen                                                                                              |
| ---- | ------------------------------------------- | --- |
| 2015 | Muttersprache Live – Ganz nah Polydor (UMG) | Erstveröffentlichung: 27. November 2015 Verkäufe werden Muttersprache oder dem Videoalbum hinzuaddiert   |
| 2016 | Muttersprache – Live Polydor (UMG)          | Erstveröffentlichung: 25. November 2016 Verkäufe werden Muttersprache oder dem Videoalbum hinzuaddiert   |
| 2019 | Herz Kraft Werke – Live Polydor (UMG)       | Erstveröffentlichung: 6. Dezember 2019 Verkäufe werden Herz Kraft Werke oder dem Videoalbum hinzuaddiert |

### Kompilationen
| Jahr | Titel Musiklabel                                                           | Höchstplatzierung, Gesamtwochen, AuszeichnungChartplatzierungen (Jahr, Titel, Musiklabel, Platzierungen, Wochen, Auszeichnungen, Anmerkungen) | Höchstplatzierung, Gesamtwochen, AuszeichnungChartplatzierungen (Jahr, Titel, Musiklabel, Platzierungen, Wochen, Auszeichnungen, Anmerkungen) | Höchstplatzierung, Gesamtwochen, AuszeichnungChartplatzierungen (Jahr, Titel, Musiklabel, Platzierungen, Wochen, Auszeichnungen, Anmerkungen) | Höchstplatzierung, Gesamtwochen, AuszeichnungChartplatzierungen (Jahr, Titel, Musiklabel, Platzierungen, Wochen, Auszeichnungen, Anmerkungen) | Höchstplatzierung, Gesamtwochen, AuszeichnungChartplatzierungen (Jahr, Titel, Musiklabel, Platzierungen, Wochen, Auszeichnungen, Anmerkungen) | Anmerkungen                        |
| Jahr | Titel Musiklabel                                                           | DE | AT | CH | UK | US | Anmerkungen                        |
| ---- | -------------------------------------------------------------------------- | --- | --- | --- | --- | --- | ---------------------------------- |
| 2004 | Sarah Connor auch bekannt als: Bounce Epic Records • X-Cell Records (Sony) | — | — | — | — | US106 (2 Wo.)US | Erstveröffentlichung: 9. März 2004 |

### Weihnachtsalben
| Jahr | Titel Musiklabel                                | Höchstplatzierung, Gesamtwochen, AuszeichnungChartplatzierungen (Jahr, Titel, Musiklabel, Platzierungen, Wochen, Auszeichnungen, Anmerkungen) | Höchstplatzierung, Gesamtwochen, AuszeichnungChartplatzierungen (Jahr, Titel, Musiklabel, Platzierungen, Wochen, Auszeichnungen, Anmerkungen) | Höchstplatzierung, Gesamtwochen, AuszeichnungChartplatzierungen (Jahr, Titel, Musiklabel, Platzierungen, Wochen, Auszeichnungen, Anmerkungen) | Höchstplatzierung, Gesamtwochen, AuszeichnungChartplatzierungen (Jahr, Titel, Musiklabel, Platzierungen, Wochen, Auszeichnungen, Anmerkungen) | Höchstplatzierung, Gesamtwochen, AuszeichnungChartplatzierungen (Jahr, Titel, Musiklabel, Platzierungen, Wochen, Auszeichnungen, Anmerkungen) | Anmerkungen                                                 |
| Jahr | Titel Musiklabel                                | DE | AT | CH | UK | US | Anmerkungen                                                 |
| ---- | ----------------------------------------------- | --- | --- | --- | --- | --- | ----------------------------------------------------------- |
| 2005 | Christmas in My Heart X-Cell Records (Sony BMG) | DE6 Platin · (19 Wo.)DE | AT6 (10 Wo.)AT | CH6 Gold · (12 Wo.)CH | — | — | Erstveröffentlichung: 18. November 2005 Verkäufe: + 220.000 |
| 2022 | Not So Silent Night Polydor (UMG)               | DE1 (14 Wo.)DE | AT7 (10 Wo.)AT | CH17 (6 Wo.)CH | — | — | Erstveröffentlichung: 18. November 2022                     |

## Singles

### Als Leadmusikerin
| Jahr | Titel Album                                                        | Höchstplatzierung, Gesamtwochen, AuszeichnungChartplatzierungen (Jahr, Titel, Album, Platzierungen, Wochen, Auszeichnungen, Anmerkungen) | Höchstplatzierung, Gesamtwochen, AuszeichnungChartplatzierungen (Jahr, Titel, Album, Platzierungen, Wochen, Auszeichnungen, Anmerkungen) | Höchstplatzierung, Gesamtwochen, AuszeichnungChartplatzierungen (Jahr, Titel, Album, Platzierungen, Wochen, Auszeichnungen, Anmerkungen) | Höchstplatzierung, Gesamtwochen, AuszeichnungChartplatzierungen (Jahr, Titel, Album, Platzierungen, Wochen, Auszeichnungen, Anmerkungen) | Höchstplatzierung, Gesamtwochen, AuszeichnungChartplatzierungen (Jahr, Titel, Album, Platzierungen, Wochen, Auszeichnungen, Anmerkungen) | Anmerkungen                                                                       |
| Jahr | Titel Album                                                        | DE | AT | CH | UK | US | Anmerkungen                                                                       |
| --- | ------------------------------------------------------------------ | --- | --- | --- | --- | --- | --------------------------------------------------------------------------------- |
| 1999 | This Christmas October ’99                                         | — | — | — | — | — | Erstveröffentlichung: 1999 als Sarah Gray                                         |
| 2001 | Let’s Get Back to Bed – Boy! Green Eyed Soul                       | DE2 Gold · (17 Wo.)DE | AT5 Gold · (24 Wo.)AT | CH9 (23 Wo.)CH | UK16 (5 Wo.)UK | — | Erstveröffentlichung: 7. Mai 2001 Verkäufe: + 380.000; feat. TQ                   |
| 2001 | French Kissing Green Eyed Soul                                     | DE26 (11 Wo.)DE | AT18 (13 Wo.)AT | CH53 (13 Wo.)CH | — | — | Erstveröffentlichung: 20. August 2001                                             |
| 2001 | From Sarah with Love Green Eyed Soul                               | DE1 ×3Dreifachgold · (20 Wo.)DE | AT2 Gold · (22 Wo.)AT | CH1 Platin · (36 Wo.)CH | — | — | Erstveröffentlichung: 5. November 2001 Verkäufe: + 895.000                        |
| 2002 | One Nite Stand (Of Wolves and Sheep) Unbelievable                  | DE5 (10 Wo.)DE | AT12 (21 Wo.)AT | CH16 (10 Wo.)CH | — | — | Erstveröffentlichung: 2. September 2002 feat. Wyclef Jean                         |
| 2002 | Skin on Skin Unbelievable                                          | DE5 (15 Wo.)DE | AT5 (17 Wo.)AT | CH16 (18 Wo.)CH | — | — | Erstveröffentlichung: 4. November 2002 Verkäufe: + 240.000                        |
| 2003 | He’s Unbelievable Unbelievable                                     | DE16 (11 Wo.)DE | AT36 (10 Wo.)AT | CH50 (15 Wo.)CH | UK86 (1 Wo.)UK | — | Erstveröffentlichung: 23. März 2003                                               |
| 2003 | Bounce Unbelievable                                                | DE12 (12 Wo.)DE | AT20 (14 Wo.)AT | CH14 (11 Wo.)CH | UK14 (5 Wo.)UK | US54 (10 Wo.)US | Erstveröffentlichung: 21. Juli 2003 Verkäufe: + 35.000; feat. Mr. Freeman         |
| 2003 | Music Is the Key Key to My Soul                                    | DE1 Gold · (16 Wo.)DE | AT6 (19 Wo.)AT | CH2 (22 Wo.)CH | — | — | Erstveröffentlichung: 3. November 2003 Verkäufe: + 150.000; feat. Naturally 7     |
| 2004 | Just One Last Dance Key to My Soul (Solo-Version)                  | DE1 Gold · (16 Wo.)DE | AT5 (17 Wo.)AT | CH8 (17 Wo.)CH | — | — | Erstveröffentlichung: 1. März 2004 Verkäufe: + 150.000; feat. Natural             |
| 2004 | Living to Love You Naughty but Nice                                | DE1 Gold · (19 Wo.)DE | AT2 (20 Wo.)AT | CH1 Gold · (25 Wo.)CH | — | — | Erstveröffentlichung: 7. November 2004 Verkäufe: + 170.000                        |
| 2005 | From Zero to Hero Naughty but Nice                                 | DE1 Gold · (17 Wo.)DE | AT2 (25 Wo.)AT | CH5 (19 Wo.)CH | — | — | Erstveröffentlichung: 7. März 2005 Verkäufe: + 150.000                            |
| 2005 | Christmas in My Heart                                              | DE4 Gold · (26 Wo.)DE | AT6 (10 Wo.)AT | CH4 (7 Wo.)CH | — | — | Erstveröffentlichung: 18. November 2005 Verkäufe: + 300.000                       |
| 2006 | The Best Side of Life Christmas in My Heart                        | DE4 Platin · (45 Wo.)DE | AT12 (19 Wo.)AT | CH15 (6 Wo.)CH | — | — | Erstveröffentlichung: 24. November 2006 Verkäufe: + 300.000                       |
| 2007 | The Impossible Dream (The Quest) Soulicious                        | DE8 (9 Wo.)DE | AT25 (3 Wo.)AT | CH19 (6 Wo.)CH | — | — | Erstveröffentlichung: 30. März 2007                                               |
| 2007 | Sexual Healing Soulicious                                          | DE11 (9 Wo.)DE | AT45 (8 Wo.)AT | CH41 (6 Wo.)CH | — | — | Erstveröffentlichung: 29. Juni 2007 feat. Ne-Yo; Original: Marvin Gaye            |
| 2008 | Under My Skin Sexy as Hell                                         | DE4 (11 Wo.)DE | AT11 (11 Wo.)AT | CH79 (5 Wo.)CH | — | — | Erstveröffentlichung: 1. August 2008                                              |
| 2008 | I’ll Kiss It Away Sexy as Hell                                     | DE21 (9 Wo.)DE | AT46 (5 Wo.)AT | CH67 (1 Wo.)CH | — | — | Erstveröffentlichung: 7. November 2008                                            |
| 2010 | Cold as Ice Real Love                                              | DE16 (10 Wo.)DE | AT27 (4 Wo.)AT | — | — | — | Erstveröffentlichung: 5. Oktober 2010                                             |
| 2010 | Real Love                                                          | DE54 (2 Wo.)DE | — | — | — | — | Erstveröffentlichung: 10. Dezember 2010                                           |
| 2015 | Wie schön du bist Muttersprache                                    | DE2 ×3Dreifachgold · (45 Wo.)DE | AT11 ×2Doppelplatin · (37 Wo.)AT | CH30 (22 Wo.)CH | — | — | Erstveröffentlichung: 1. Mai 2015 Verkäufe: + 660.000                             |
| 2015 | Bedingungslos Muttersprache                                        | DE30 Gold · (14 Wo.)DE | AT38 (4 Wo.)AT | — | — | — | Erstveröffentlichung: 23. Oktober 2015 Verkäufe: + 200.000                        |
| 2016 | Kommst Du mit ihr Muttersprache                                    | DE62 Gold · (8 Wo.)DE | — | — | — | — | Erstveröffentlichung: 4. März 2016 Verkäufe: + 200.000                            |
| 2016 | Bonnie & Clyde Muttersprache (Special Deluxe Edition)              | DE24 Gold · (11 Wo.)DE | AT39 Gold · (6 Wo.)AT | CH64 (1 Wo.)CH | — | — | Erstveröffentlichung: 23. September 2016 Verkäufe: + 215.000; mit Henning Wehland |
| 2016 | Augen auf Muttersprache                                            | DE87 a (1 Wo.)DE | — | — | — | — | Erstveröffentlichung: 18. November 2016                                           |
| 2019 | Vincent Herz Kraft Werke                                           | DE9 Platin · (48 Wo.)DE | AT2 ×3Dreifachplatin · (32 Wo.)AT | CH38 Platin · (12 Wo.)CH | — | — | Erstveröffentlichung: 5. April 2019 Verkäufe: + 510.000                           |
| 2019 | Unendlich Herz Kraft Werke                                         | — | — | — | — | — | Erstveröffentlichung: 3. Mai 2019                                                 |
| 2019 | Hör auf deinen Bauch Herz Kraft Werke                              | — | — | — | — | — | Erstveröffentlichung: 17. Mai 2019                                                |
| 2019 | Flugzeug aus Papier (Für Emmy) Herz Kraft Werke                    | — | — | — | — | — | Erstveröffentlichung: 24. Mai 2019                                                |
| 2019 | Keine ist wie du Meylensteine (Sampler)                            | DE94 (1 Wo.)DE | AT71 (1 Wo.)AT | — | — | — | Erstveröffentlichung: 12. Juni 2019 mit Gregor Meyle                              |
| 2019 | Ich wünsch dir Herz Kraft Werke                                    | — | AT— GoldAT | — | — | — | Erstveröffentlichung: 23. August 2019 Verkäufe: + 15.000                          |
| 2020 | Sind wir bereit? –                                                 | — | — | — | — | — | Erstveröffentlichung: 17. April 2020                                              |
| 2020 | Bye Bye Herz Kraft Werke (Special Deluxe Edition)                  | DE32 (8 Wo.)DE | — | — | — | — | Erstveröffentlichung: 11. Dezember 2020                                           |
| 2021 | Alles in mir will zu dir Herz Kraft Werke (Special Deluxe Edition) | DE— bDE | — | — | — | — | Erstveröffentlichung: 14. Mai 2021                                                |
| 2021 | Stark Herz Kraft Werke (Special Deluxe Edition)                    | DE71 (1 Wo.)DE | — | — | — | — | Erstveröffentlichung: 13. August 2021                                             |
| 2022 | Ring Out the Bells Not So Silent Night                             | DE41 (9 Wo.)DE | AT55 (2 Wo.)AT | CH64 (5 Wo.)CH | — | — | Erstveröffentlichung: 4. November 2022                                            |
| 2025 | Heut’ ist alles gut Freigeistin                                    | — | — | — | — | — | Erstveröffentlichung: 14. Februar 2025                                            |
| 2025 | Ficka auch bekannt als: Spinna Freigeistin                         | DE33 (5 Wo.)DE | — | — | — | — | Erstveröffentlichung: 10. April 2025                                              |
| 2025 | Wilde Nächte Freigeistin                                           | — | — | — | — | — | Erstveröffentlichung: 15. Mai 2025                                                |
| Folgende Lieder erschienen nicht als Single, wurden aber durch das Album zum Download und Streaming bereitgestellt und konnten somit eine Platzierung erlangen: |                                                                    | | | | | |                                                                                   |
| |                                                                    | | | | | |                                                                                   |
| 2014 | Zuckerpuppen Sing meinen Song – Das Tauschkonzert (Sampler)        | DE63 (1 Wo.)DE | AT49 (1 Wo.)AT | — | — | — | Charteinstieg: 30. Mai 2014 Original: Andreas Gabalier                            |
| 2015 | Das Leben ist schön Muttersprache                                  | DE49 (2 Wo.)DE | — | — | — | — | Charteinstieg: 22. Mai 2015                                                       |

### Als Gastmusikerin
| Jahr | Titel Album                       | Höchstplatzierung, Gesamtwochen, AuszeichnungChartplatzierungen (Jahr, Titel, Album, Platzierungen, Wochen, Auszeichnungen, Anmerkungen) | Höchstplatzierung, Gesamtwochen, AuszeichnungChartplatzierungen (Jahr, Titel, Album, Platzierungen, Wochen, Auszeichnungen, Anmerkungen) | Höchstplatzierung, Gesamtwochen, AuszeichnungChartplatzierungen (Jahr, Titel, Album, Platzierungen, Wochen, Auszeichnungen, Anmerkungen) | Höchstplatzierung, Gesamtwochen, AuszeichnungChartplatzierungen (Jahr, Titel, Album, Platzierungen, Wochen, Auszeichnungen, Anmerkungen) | Höchstplatzierung, Gesamtwochen, AuszeichnungChartplatzierungen (Jahr, Titel, Album, Platzierungen, Wochen, Auszeichnungen, Anmerkungen) | Anmerkungen                                                                              |
| Jahr | Titel Album                       | DE | AT | CH | UK | US | Anmerkungen                                                                              |
| ---- | --------------------------------- | --- | --- | --- | --- | --- | ---------------------------------------------------------------------------------------- |
| 1999 | The Last Unicorn –                | DE86 (3 Wo.)DE | — | — | — | — | Erstveröffentlichung: 2. August 1999 Marc van Linden feat. Sarah Gray; Original: America |
| 2009 | Takin’ Back My Love Greatest Hits | DE9 (12 Wo.)DE | AT19 (14 Wo.)AT | CH23 (11 Wo.)CH | — | — | Erstveröffentlichung: 21. März 2009 Enrique Iglesias feat. Sarah Connor                  |
| 2021 | Girl in a Big Shirt –             | — | — | — | — | — | Erstveröffentlichung: 17. Dezember 2021 Katarina Mihaljević & Sarah Connor               |

## Videoalben und Musikvideos

### Videoalben
| Jahr | Titel Musiklabel                                                                | Höchstplatzierung, Gesamtwochen, AuszeichnungChartplatzierungen (Jahr, Titel, Musiklabel, Platzierungen, Wochen, Auszeichnungen, Anmerkungen) | Höchstplatzierung, Gesamtwochen, AuszeichnungChartplatzierungen (Jahr, Titel, Musiklabel, Platzierungen, Wochen, Auszeichnungen, Anmerkungen) | Höchstplatzierung, Gesamtwochen, AuszeichnungChartplatzierungen (Jahr, Titel, Musiklabel, Platzierungen, Wochen, Auszeichnungen, Anmerkungen) | Höchstplatzierung, Gesamtwochen, AuszeichnungChartplatzierungen (Jahr, Titel, Musiklabel, Platzierungen, Wochen, Auszeichnungen, Anmerkungen) | Höchstplatzierung, Gesamtwochen, AuszeichnungChartplatzierungen (Jahr, Titel, Musiklabel, Platzierungen, Wochen, Auszeichnungen, Anmerkungen) | Anmerkungen                                                                                             |
| Jahr | Titel Musiklabel                                                                | DE | AT | CH | UK | US | Anmerkungen                                                                                             |
| ---- | ------------------------------------------------------------------------------- | --- | --- | --- | --- | --- | --- |
| 2003 | Live in Concert – A Night to Remember – Pop Meets Classic X-Cell Records (Sony) | DE56 Gold · (2 Wo.)DE | AT6 (2 Wo.)AT | — | — | — | Erstveröffentlichung: 13. Oktober 2003 Verkäufe: + 25.000                                               |
| 2007 | Christmas in My Heart – Live in Concert X-Cell Records (Sony)                   | DE*DE | — | — | — | — | Erstveröffentlichung: 9. Februar 2007 * Verkäufe werden dem Weihnachtsalbum hinzuaddiert                |
| 2015 | Muttersprache Live – Ganz nah Polydor (UMG)                                     | DE*DE | — | — | — | — | Erstveröffentlichung: 27. November 2015 * Verkäufe werden Muttersprache hinzuaddiert                    |
| 2016 | Muttersprache – Live Polydor (UMG)                                              | DE* GoldDE | AT10 (1 Wo.)AT | — | — | — | Erstveröffentlichung: 25. November 2016 * Verkäufe werden Muttersprache hinzuaddiert Verkäufe: + 25.000 |
| 2019 | Herz Kraft Werke – Live Polydor (UMG)                                           | DE*DE | AT8 (1 Wo.)AT | — | — | — | Erstveröffentlichung: 6. Dezember 2019 * Verkäufe werden Herz Kraft Werke hinzuaddiert                  |

### Musikvideos
| Jahr | Titel                                | Regie                         |
| ---- | ------------------------------------ | ----------------------------- |
| 2001 | Let’s Get Back to Bed – Boy!         | Oliver Sommer                 |
| 2001 | French Kissing                       | Hannes Rossacher, Frank Wilde |
| 2001 | From Sarah with Love                 | Oliver Sommer                 |
| 2002 | One Nite Stand (Of Wolves and Sheep) | Daniel Lwowski, Frank Wilde   |
| 2002 | Skin on Skin                         | Daniel Lwowski, Frank Wilde   |
| 2003 | He’s Unbelievable                    | Phil Griffin                  |
| 2003 | Bounce                               | Daniel Lwowski                |
| 2003 | Music Is the Key                     | Oliver Sommer                 |
| 2004 | Just One Last Dance                  | Oliver Sommer                 |
| 2004 | Living to Love You                   | Oliver Sommer                 |
| 2005 | From Zero to Hero                    | Oliver Sommer                 |
| 2005 | Christmas in My Heart                | Oliver Sommer                 |
| 2006 | The Best Side of Life                | Oliver Sommer                 |
| 2007 | The Impossible Dream (The Quest)     | Oliver Sommer                 |
| 2007 | Sexual Healing                       | Oliver Sommer                 |
| 2008 | Under My Skin                        | Joern Heitmann                |
| 2008 | I’ll Kiss It Away                    | Oliver Sommer                 |
| 2009 | Takin’ Back My Love                  | Ray Kay                       |
| 2009 | Under Your Wings                     | Andreas Z. Simon              |
| 2010 | Standing on Top of the World         |                               |
| 2010 | Cold as Ice                          | Daniel Lwowski                |
| 2010 | Real Love                            | Oliver Sommer                 |
| 2015 | Wie schön du bist                    | Gregor Erler                  |
| 2015 | Bedingungslos                        | Gregor Erler                  |
| 2016 | Kommst Du mit ihr                    | Julia Patey                   |
| 2016 | Bonnie & Clyde                       |                               |
| 2019 | Flugzeug aus Papier (Für Emmy)       | Marvin Ströter                |
| 2019 | Vincent                              | Joern Heitmann                |
| 2019 | Ich wünsch dir                       | Joern Heitmann                |
| 2020 | Sind wir bereit?                     |                               |
| 2020 | Bye Bye                              | Sarah Connor                  |
| 2021 | Alles in mir will zu dir             | Joern Heitmann                |
| 2021 | Stark                                | Joern Heitmann                |
| 2021 | The Christmas Song                   | Joern Heitmann                |
| 2022 | Ring Out the Bells                   | Tatjana Wenig                 |
| 2025 | Heut’ ist alles gut                  | Ralph Remstedt                |
| 2025 | Ficka                                |                               |

## Autorenbeteiligungen
Sarah Connor als Autorin in den Charts

| Jahr | Titel Interpretation           | Höchstplatzierung, Gesamtwochen, AuszeichnungChartplatzierungen (Jahr, Titel, Interpretation, Platzierungen, Wochen, Auszeichnungen, Anmerkungen) | Höchstplatzierung, Gesamtwochen, AuszeichnungChartplatzierungen (Jahr, Titel, Interpretation, Platzierungen, Wochen, Auszeichnungen, Anmerkungen) | Höchstplatzierung, Gesamtwochen, AuszeichnungChartplatzierungen (Jahr, Titel, Interpretation, Platzierungen, Wochen, Auszeichnungen, Anmerkungen) | Höchstplatzierung, Gesamtwochen, AuszeichnungChartplatzierungen (Jahr, Titel, Interpretation, Platzierungen, Wochen, Auszeichnungen, Anmerkungen) | Höchstplatzierung, Gesamtwochen, AuszeichnungChartplatzierungen (Jahr, Titel, Interpretation, Platzierungen, Wochen, Auszeichnungen, Anmerkungen) | Anmerkungen                                                  |
| Jahr | Titel Interpretation           | DE | AT | CH | UK | US | Anmerkungen                                                  |
| ---- | ------------------------------ | --- | --- | --- | --- | --- | ------------------------------------------------------------ |
| 2015 | Wild & Free Lena Meyer-Landrut | DE8 Gold · (29 Wo.)DE | AT21 (30 Wo.)AT | CH37 (1 Wo.)CH | — | — | Erstveröffentlichung: 11. September 2015 Verkäufe: + 200.000 |

## Hörbücher
| Jahr | Titel Musiklabel                                                                                       | Anmerkungen                       |
| ---- | --- | --------------------------------- |
| 2009 | Leo Piepmatz rockt das Haus: eine Mut-Mach-Geschichte für kleine Löwen und große Rockstars Yummy Tummy | Erstveröffentlichung: Januar 2009 |

## Promoveröffentlichungen
Promo-Singles

| Jahr | Titel Album                                                      | Höchstplatzierung, Gesamtwochen, AuszeichnungChartplatzierungen (Jahr, Titel, Album, Platzierungen, Wochen, Auszeichnungen, Anmerkungen) | Höchstplatzierung, Gesamtwochen, AuszeichnungChartplatzierungen (Jahr, Titel, Album, Platzierungen, Wochen, Auszeichnungen, Anmerkungen) | Höchstplatzierung, Gesamtwochen, AuszeichnungChartplatzierungen (Jahr, Titel, Album, Platzierungen, Wochen, Auszeichnungen, Anmerkungen) | Höchstplatzierung, Gesamtwochen, AuszeichnungChartplatzierungen (Jahr, Titel, Album, Platzierungen, Wochen, Auszeichnungen, Anmerkungen) | Höchstplatzierung, Gesamtwochen, AuszeichnungChartplatzierungen (Jahr, Titel, Album, Platzierungen, Wochen, Auszeichnungen, Anmerkungen) | Anmerkungen                                                                                  |
| Jahr | Titel Album                                                      | DE | AT | CH | UK | US | Anmerkungen                                                                                  |
| ---- | ---------------------------------------------------------------- | --- | --- | --- | --- | --- | -------------------------------------------------------------------------------------------- |
| 2002 | If U Were My Man Green Eyed Soul                                 | — | — | — | — | — | Erstveröffentlichung: 2002 Veröffentlichung nur in Finnland und Polen                        |
| 2003 | Naturaleza muerta Sometimes I Dream                              | — | — | — | — | — | Erstveröffentlichung: 2003 Mario Frangoulis feat. Sarah Connor Veröffentlichung nur in Polen |
| 2005 | You Are My Desire Naughty but Nice                               | — | — | — | — | — | Erstveröffentlichung: 2005 Veröffentlichung nur Griechenland                                 |
| 2007 | Son of a Preacher Man Soulicious                                 | — | — | — | — | — | Erstveröffentlichung: 2007 Original: Dusty Springfield                                       |
| 2009 | Standing on Top of the World –                                   | — | — | — | — | — | Erstveröffentlichung: November 2009 always-Werbesong                                         |
| 2014 | I Feel Lonely Sing meinen Song – Das Tauschkonzert (Sampler)     | — | AT44 (2 Wo.)AT | — | — | — | Erstveröffentlichung: 22. April 2014 Original: Sasha                                         |
| 2014 | Keiner ist wie du Sing meinen Song – Das Tauschkonzert (Sampler) | DE12 (6 Wo.)DE | AT9 (5 Wo.)AT | CH22 (3 Wo.)CH | — | — | Erstveröffentlichung: 27. Mai 2014 Original: Gregor Meyle – Keine ist wie du                 |
| 2021 | The Christmas Song Christmas in My Heart                         | DE57 (4 Wo.)DE | AT37 (4 Wo.)AT | — | — | — | Erstveröffentlichung: 11. November 2021 Amazon-Music-Original; Original: Nat King Cole Trio  |

## Sonderveröffentlichungen

### Alben
| Jahr | Titel Musiklabel          | Anmerkungen                                       |
| ---- | ------------------------- | ------------------------------------------------- |
| 1999 | Sarah Gray Eigenvertrieb  | Erstveröffentlichung: 1999 als Sarah Gray         |
| 1999 | April ’99 Eigenvertrieb   | Erstveröffentlichung: April 1999 als Sarah Gray   |
| 1999 | August ’99 Eigenvertrieb  | Erstveröffentlichung: August 1999 als Sarah Gray  |
| 1999 | October ’99 Eigenvertrieb | Erstveröffentlichung: Oktober 1999 als Sarah Gray |

| Jahr | Titel Musiklabel                                        | Anmerkungen                                                                         |
| ---- | ------------------------------------------------------- | ----------------------------------------------------------------------------------- |
| 2015 | Sexy as Hell / Real Love Island Records • Polydor (UMG) | Erstveröffentlichung: 6. November 2015 Teil der „2-for-1“-Reihe                     |
| 2015 | Ten Best Enterprise Music                               | Erstveröffentlichung: 7. Dezember 2015 Kompilation für den nordamerikanischen Markt |
| 2018 | Anthology (2001–2009) Enterprise Music                  | Erstveröffentlichung: 21. Mai 2018 Kompilation für den europäischen Markt           |

### Lieder
| Jahr | Titel Album                         | Anmerkungen                                                                 |
| ---- | ----------------------------------- | --------------------------------------------------------------------------- |
| 2002 | Naturaleza muerta Sometimes I Dream | Erstveröffentlichung: 11. November 2002 Mario Frangoulis feat. Sarah Connor |
| 2009 | Takin’ Back My Love Greatest Hits   | Erstveröffentlichung: 20. März 2009 Enrique Iglesias feat. Sarah Connor     |

| Jahr | Titel Album                                                                 | Anmerkungen |
| ---- | --------------------------------------------------------------------------- | --- |
| 2001 | I’ll Find You in My Heart KuschelRock Vol. 15                               | Erstveröffentlichung: 22. Oktober 2001                                                                              |
| 2005 | Das Glück Selma – In Sehnsucht eingehüllt                                   | Erstveröffentlichung: 25. November 2005 Original: Selma Meerbaum (Gedicht)                                          |
| 2009 | Under Your Wings Dein Song                                                  | Erstveröffentlichung: 20. November 2009 mit Janina Picard                                                           |
| 2014 | I Feel Lonely Sing meinen Song – Das Tauschkonzert                          | Erstveröffentlichung: 16. Mai 2014 Original: Sasha                                                                  |
| 2014 | Keiner ist wie du Sing meinen Song – Das Tauschkonzert                      | Erstveröffentlichung: 16. Mai 2014 Original: Gregor Meyle – Keine ist wie du                                        |
| 2014 | Und wenn dein Lied Sing meinen Song – Das Tauschkonzert                     | Erstveröffentlichung: 16. Mai 2014 mit den Sing meinen Song Allstars; Original: Söhne Mannheims – Und wenn ein Lied |
| 2014 | Zuckerpuppen Sing meinen Song – Das Tauschkonzert                           | Erstveröffentlichung: 16. Mai 2014 Original: Andreas Gabalier                                                       |
| 2014 | Ich atme ein Sing meinen Song – Das Tauschkonzert (Deluxe Version)          | Erstveröffentlichung: 6. Juni 2014 Original: Roger Cicero                                                           |
| 2014 | Nicht von dieser Welt Sing meinen Song – Das Tauschkonzert (Deluxe Version) | Erstveröffentlichung: 6. Juni 2014 Original: Xavier Naidoo                                                          |
| 2014 | Part of Your World I Love Disney                                            | Erstveröffentlichung: 28. November 2014 Original: Jodi Benson                                                       |
| 2015 | Keine ist wie du Meylensteine                                               | Erstveröffentlichung: 12. Juni 2015 Original: Gregor Meyle; mit Gregor Meyle                                        |
| 2018 | Was würdest du tun? Bibi & Tina – Star-Edition                              | Erstveröffentlichung: 28. September 2018 Original: Lina Larissa Strahl                                              |

| Jahr | Titel Soundtrack      | Anmerkungen                                                              |
| ---- | --------------------- | ------------------------------------------------------------------------ |
| 2015 | Come Home Traumfrauen | Erstveröffentlichung: 20. Februar 2015 als Miss Cee & The Sunshine State |

### Videoalben
| Jahr | Titel Musiklabel                                             | Anmerkungen                                                                        |
| ---- | ------------------------------------------------------------ | ---------------------------------------------------------------------------------- |
| 2010 | Secret Gig – Live at Planet Roc Studios X-Cell Records (UMG) | Erstveröffentlichung: 22. Oktober 2010 Teil von Real Love (Limited Deluxe Edition) |

## Statistik

### Chartauswertung
Die folgende Aufstellung beinhaltet eine Übersicht über die Charterfolge von Sarah Connor in den Album-, Single- sowie den Musik-DVD-Charts. In Deutschland besteht die Besonderheit, dass Videoalben sich ebenfalls in den Albumcharts platzieren. In allen weiteren Ländern werden für Videoalben eigenständige Chartlisten geführt.
|                     | DE     | AT     | CH     | UK    | US    |
| ------------------- | ------ | ------ | ------ | ----- | ----- |
| Nummer-eins-Alben   | DE5DE  | AT2AT  | CH1CH  | UK—UK | US—US |
| Top-10-Alben        | DE12DE | AT9AT  | CH8CH  | UK—UK | US—US |
| Alben in den Charts | DE13DE | AT12AT | CH12CH | UK—UK | US1US |

|                       | DE     | AT     | CH     | UK    | US    |
| --------------------- | ------ | ------ | ------ | ----- | ----- |
| Nummer-eins-Singles   | DE5DE  | AT—AT  | CH2CH  | UK—UK | US—US |
| Top-10-Singles        | DE15DE | AT10AT | CH7CH  | UK—UK | US—US |
| Singles in den Charts | DE36DE | AT29AT | CH22CH | UK3UK | US1US |

|                          | DE    | AT    | CH    | UK    | US    |
| ------------------------ | ----- | ----- | ----- | ----- | ----- |
| Nummer-eins-Videoalben   | DE—DE | AT—AT | CH—CH | UK—UK | US—US |
| Top-10-Videoalben        | DE—DE | AT3AT | CH—CH | UK—UK | US—US |
| Videoalben in den Charts | DE1DE | AT3AT | CH—CH | UK—UK | US—US |

### Auszeichnungen für Musikverkäufe
| Goldene Schallplatte - Australien - 2004: für die Single Bounce - Belgien - 2002: für die Single From Sarah with Love - Polen - 2003: für das Album Green Eyed Soul | Platin-Schallplatte - Finnland - 2002: für das Album Green Eyed Soul - 2003: für die Single From Sarah with Love |

Anmerkung: Auszeichnungen in Ländern aus den Charttabellen bzw. Chartboxen sind in ebendiesen zu finden.
| Land/RegionAuszeichnungen für Musikverkäufe (Land/Region, Auszeichnungen, Verkäufe, Quellen) | Gold       | Platin       | Verkäufe  | Quellen                    |
| -------------------------------------------------------------------------------------------- | ---------- | ------------ | --------- | -------------------------- |
| Australien (ARIA)                                                                            | Gold1      | —            | 35.000    | aria.com.au                |
| Belgien (BRMA)                                                                               | Gold1      | —            | 25.000    | ultratop.be                |
| Deutschland (BVMI)                                                                           | 17× Gold17 | 15× Platin15 | 6.910.000 | musikindustrie.de          |
| Finnland (IFPI)                                                                              | —          | 2× Platin2   | 41.320    | ifpi.fi                    |
| Österreich (IFPI)                                                                            | 6× Gold6   | 10× Platin10 | 330.000   | ifpi.at                    |
| Polen (ZPAV)                                                                                 | Gold1      | —            | 20.000    | Einzelnachweise            |
| Schweiz (IFPI)                                                                               | 4× Gold4   | 4× Platin4   | 210.000   | hitparade.ch musikwoche.de |
| Insgesamt                                                                                    | 30× Gold30 | 31× Platin31 |           |                            |